# Isaak Rejngold
Isaak Isajewicz Rejngold (ros. Исаак Исаевич Рейнгольд, ur. 1897 w Hrozawie, zm. 25 sierpnia 1936 w Moskwie) – radziecki polityk.

## Życiorys
Urodzony w rodzinie żydowskiej, studiował na Uniwersytecie Petersburskim (nie ukończył), w marcu 1917 wstąpił do SDPRR(b), 1917 ukończył 2 kursy Uniwersytetu Dońskiego w Rostowie nad Donem. Od grudnia 1917 do kwietnia 1918 komisarz finansów Rady Komisarzy Ludowych obwodu zachodniego, od kwietnia 1918 kierownik zachodniego obwodowego oddziału pracy i przemysłu, później przewodniczący komitetu wykonawczego witebskiej rady gubernialnej i witebskiego gubernialnego komitetu SDPRR(b), od 18 grudnia 1918 do kwietnia 1919 członek Północno-Zachodniego Obwodowego Biura KC RKP(b). Od 31 grudnia 1918 do 4 marca 1919 członek Centralnego Biura Komunistycznej Partii (bolszewików) Białorusi, od 6 marca 1919 do 5 września 1920 członek KC Komunistycznej Partii Litwy i Białorusi, 1919 pomocnik szefa Wydziału Politycznego Frontu Południowego, 1919-1920 pomocnik szefa Wydziału Politycznego Frontu Zachodniego. Od 1920 zarządca kopalń rejonu węgla kamiennego Donbasu, potem do 1924 zastępca przewodniczącego Zarządu Wszechrosyjskiego Syndykatu Węglowego, 1924-1926 szef Zarządu Budżetowego Ludowego Komisariatu Finansów ZSRR, od stycznia 1925 szef Zarządu Walutowego tego komisariatu. Od lipca do 16 października 1926 szef Komitetu Zamówień Państwowych przy Radzie Pracy i Obrony ZSRR, od grudnia 1926 do września 1927 przewodniczący uljanowskiej gubernialnej komisji planowania, potem szef Wydziału Planowo-Ekonomicznego Zarządu Gospodarki Wodnej Azji Środkowej.
18 grudnia 1927 wykluczony z WKP(b), 28 czerwca 1928 przyjęty ponownie, od sierpnia 1930 do lutego 1931 szef Głównego Komitetu Bawełnianego Ludowego Komisariatu Rolnictwa ZSRR, od lutego 1931 do lutego 1932 szef Sektora Bawełnianego tego komisariatu. Od 14 lutego 1932 do 10 kwietnia 1934 zastępca ludowego komisarza rolnictwa ZSRR, od listopada 1932 do 1934 szef Głównego Zarządu Bawełnianych Stanic Maszynowo-Traktorowych Ludowego Komisariatu Rolnictwa ZSRR, do 16 listopada 1934 szef Głównego Zarządu Bawełnianego Ludowego Komisariatu Rolnictwa ZSRR. 16 grudnia 1934 aresztowany, 31 grudnia 1934 ponownie wykluczony z partii, od 1935 do kwietnia 1936 był szefem Zarządu Irygacyjnego Południowo-Kazachstańskiego Obwodowego Oddziału Rolnictwa.
27 kwietnia 1936 ponownie aresztowany, 24 sierpnia 1936 skazany przez Wojskowe Kolegium Sądu Najwyższego ZSRR w I procesie moskiewskim na śmierć pod zarzutem udziału w kontrrewolucyjnej organizacji terrorystycznej i następnego dnia rozstrzelany. 13 czerwca 1988 pośmiertnie zrehabilitowany.